# Сејдић и Финци против Босне и Херцеговине
Сејдић и Финци против Босне и Херцеговине је назив судског предмета који је вођен пред Европским судом за људска права у Стразбуру, по тужби Дерве Сејдића и Јакоба Финција који су као припадници националних мањина били онемогућени да буду бирани у Предсједништво Босне и Херцеговине и Дом народа Босне и Херцеговине.

## Чињенице
Дерво Сејдић и Јакоб Финци, држављани Босне и Херцеговине, 3. јула, односно 18. августа 2006. год. поднели су представке због немогућности да се као припадници ромске, односно јеврејске националне мањине кандидују за чланове Дома народа Парламентарне скупштине и Предсједништва БиХ, а на основу одредаба одељака IV и V Устава БиХ, које предвиђају да се у ове државне органе могу кандидовати само припадници хрватског, бошњачког или српског народа.
Устав БиХ представља анекс IV Дејтонског мировног споразума донетог 1995. год. у циљу престанка ратних дејстава на простору БиХ и успостављање мира и стабилности у том региону. Њиме је успостављена трипартитна структура власти, заснована на равнотежи снага између Срба, Хрвата и Бошњака, који су Уставом проглашени „конситутивним народима“ и тиме им је дато искључиво право кандидатуре за Дом народа Парламентарне скупштине и Предсједништво БиХ.
У одељку II Устава БиХ, у коме се гарантују људска права и слободе, наводи се директна примјењивост Европске конвенције о људским правима и приоритет Конвенције и Протокола над осталим законима.
БиХ је 2002. год., поставши чланица Савјета Европе, преузела обавезу да измени изборно законодавство које дискриминише припаднике националних мањина у БиХ тиме што им се ускраћује право да буду бирани у одређене државне органе. БиХ је ову реформу требало да спроведе уз помоћ Венецијанске комисије, која је у свом извештају из 2005. год. изразила потребу за измјеном уставних одредби БиХ у циљу усклађивања са ЕКЉП и изнијела конкретне предлоге за ову реформу.
БиХ је на усклађивање спорних одредби са ЕКЉП била обавезана и Споразумом о стабилизацији и придруживању са ЕУ, потписаном 2008. год. којим је предвиђен рок од једне до двије године за ове измјене.
Жалиоци су се пред Европским судом за људска права позвали на кршење чл. 14 Европске конвенције о људским правима у вези са чл. 3 Протолока 1, чл. 3 Протокола 1 засебно и члана 1 Протокола 12.

## Пресуда
Према мишљењу суда не постоји разумно и објективно оправдање за одржавање на снази постојећих одредаба којима се чини дискриминација, те је суд закључио са 14 гласова за и 3 против, да је тиме прекршен чл. 14 заједно са чл. 3 Протокола 1 који гарантује право на слободне изборе.
Суд није нашао потребу да разматра засебну повреду чл.3 Протокола 1.
Суд је нашао примјену чл. 3 Протокола 1 који се односи на право на слободне изборе приликом бирања законодавних тела. Суд је закључио да карактер законодавног тела треба тумачити у ширем контексту и у складу са уставним уређењем сваке државе. Иако се чланови Дома народа не бирају директним путем, пресудна је законодавна функција коју овај дом обавља заједно са Представничким домом, стога је овај члан примјењив на Дом народа Парламентарне скупштине.
Суд је поновио да се дикриминација чини у оним случајевима где се прави разлика међу људима „без разумног и објективног оправдања“, односно, кад у конкреним случајевима не постоји „легитиман циљ“, нити „однос сразмерности између употријебљених средстава и циља који се жели постићи“. Суд је, такође, поново нагласио да је разликовање по основу нечијег етничког поријекла посебно тежак облик расне дискриминације која захтијева нарочиту пажњу и ангажовање државних орагана у њеном спријечавању. Суд се позвао на пресуду Д. Х. и остали против Чешке Републике (предст. бр. 57325/00, 13 новембар 2007) где је констатовао да се приликом ограничавања нечијих права по овом основу, појам „разумног и објективног оправдања“ мора тумачити у најужем могућем смислу.
Суд је узео у обзир специфичне друштвене и политичке околности у којима је донесен Устав БиХ, као дио Дејтонског мировног споразума, и циљеве који су се тим Уставом жељели постићи односно прекид сукоба на територији БиХ, успостављање принципа равнотеже у конституисању државних органа, а тиме и заштита виталних интереса три „конститутивна народа“. Међутим, Суд узима у обзир и скорије позитивне догађаје у БиХ, као што су чланство у Савјету Европе 2002. год., партнерство у НАТО-у од 2006. год., потписивање Споразума о стабилизацији и придруживању са ЕУ 2008. год, избор БиХ за члана Савјета безбедности УН-а и усвајање одређених измјена Устава БиХ од стране Парламентарне скупштине, који сведоче о успостављању политичке стабилности у том региону, као и чињеницу да је БиХ, као што је већ горе поменуто, обавезана од међународне заједнице да измијени дискриминаторне одредбе. Суд је обратио посебну пажњу на препоруке Венецијанске комисије којима се нуде конкретне мјере за измјену постојећих уставних одредби и изборног законодавстава, које не би нарушиле успостављену равнотежу власти између „конститутивних народа“, али би омогућиле припадницима националних мањина учешће јавном животу.

## Повреда члана 1 Протокола 12
Овај члан има екстензивније поље примјене у односу на чл. 14 и подразумијева забрану дискриминације у односу на било које право које је гарантовано унутрашњим правним нормама. Самим тим, обухвата и пасивно бирачко право за чланове Предсједништва, пошто овај државни орган као незаконодавно тело не може бити обухваћен доменом чл. 3 Протокола 1.
Поред разлике у пољу примене између члана 14 и члана 1 Протолока 12, Суд констатује да је значење ова два члана истовијетно и подразумијева забрану разлике у поступању „без разумног и објективног оправдања“. Суд закључује са 16 гласова за и 1 против да је немогућност кандидовања у Предсједништво БиХ, за оне који се не изјашњавају као припадници једног од „конститутивних народа“, једнако дискриминаторно као и немогућност кандидовања за Дом народа Парламентарне скупштине БиХ.

### Могуће импликације пресуде у будућим споровима
Суд је у овој пресуди први пут установио кршење чл. 1 Протокола 12. С обзиром да овај случај поставља принцип за сваку будућу примјену овог члана, могло се очекивати да ће му бити посвећено више пажње, Ипак, Суд је само поновио став у погледу тумачења и примјене члана 14. Остало је отворено и питање да ли се аутономна природа члана 14, која подразумијева могућност кршења овог члана и услед непостојања повреде основне одредбе ЕКЉП, може истовијетно примијенити и на члан 1 Протокола 12, што би у односу на овај члан подразумијевало забрану различитог третирања у погледу уживања свих права предвиђених домаћим правним поретком, чак и у оним случајевима када сама норма којом се гарантује конкретно право није повријеђена.